# Kristallskinn
Kristallskinn (Metulodontia nivea) är en svampart som först beskrevs av Petter Adolf Karsten, och fick sitt nu gällande namn av Erast Parmasto 1968. Kristallskinn ingår i släktet Metulodontia och familjen Peniophoraceae.  Arten är reproducerande i Sverige. Inga underarter finns listade i Catalogue of Life.